# Eskilstuna Linden Hockey
Eskilstuna Linden Hockey är en ishockeyklubb från Eskilstuna som spelar i Hockeyettan från och med säsongen 2019/2020. Föreningen har förutom sitt herrlag också ungdomsverksamhet pojk- och flicklag för olika åldrar inklusive ett J18-lag. Hemmaarena är Smehallen i Eskilstuna där man även har sitt kansli. Arenan rymmer cirka 1 850 åskådare. Klubben är ursprungligen grundad som GoIF Linden (ibland skrivet GIF Linden), gymnastik och Idrottsföreningen Linden, år 1945.
Linden är kanske mest känt för värvningen av världens bästa damhockeyspelare, Hayley Wickenheiser, som under säsongen 2008–2009 spelade i Lindens A-lag. GoIF Linden spelade en tid i elitserien i bordtennis och fostrade bland andra världsmästaren Kjell Johansson.
Herrlaget i ishockey spelade 1968–1972 i Division II som då var andraligan i Sverige. Efter serieomläggningen 1999 placerades Linden i Division 1 och höll sig kvar till 2010. Efter några säsonger i Division 2 återkom man till Hockeyettan till säsongen 2019/2020.

## Säsonger
| Säsong                               | Division           | Placering | Vårserie                  | Kval/Playoff                                                                    |
| ------------------------------------ | ------------------ | --------- | ------------------------- | ------------------------------------------------------------------------------- |
| 1999/2000                            | Division I Östra B | 5         | 2:a i vårserien           |                                                                                 |
| 2000/2001                            | Division 1 Östra B | 8         | 4:a i fortsättningsserien |                                                                                 |
| 2001/2002                            | Division 1 Östra B | 7         | 2:a i fortsättningsserien |                                                                                 |
| 2002/2003                            | Division 1 Östra B | 4         | 6:a i Allettan Östra      |                                                                                 |
| 2003/2004                            | Division 1 Östra   | 8         |                           |                                                                                 |
| 2004/2005                            | Division 1 Östra   | 9         |                           |                                                                                 |
| 2005/2006                            | Division 1C        | 4         |                           |                                                                                 |
| 2006/2007                            | Division 1C        | 6         | 2:a i vårserien           |                                                                                 |
| 2007/2008                            | Division 1C        | 7         | 2:a i vårserien           |                                                                                 |
| 2008/2009                            | Division 1C        | 5         | 4:a i vårserien           |                                                                                 |
| 2009/2010                            | Division 1C        | 10        | 6:a i vårserien           | Eskilstuna Linden drog sig ur kvalserien på grund av dålig ekonomi, nerflyttade |
| 2010-2019 spelade man i Hockeytvåan. |                    |           |                           |                                                                                 |
| 2019/2020                            | Hockeyettan Västra | 8         | 2:a i Vårettan            |                                                                                 |
| 2020/2021                            | Hockeyettan Västra | 10        | 1:a i Vårettan            | Utslagna av Mariestad i play in                                                 |
| 2021/2022                            | Hockeyettan Södra  | 8         | 7:a i Vårettan            | 1:a i kvalserien                                                                |
| 2022/2023                            | Hockeyettan Västra | 7         | 5:a i Vårettan            |                                                                                 |